# Krzeszów (gmina)
Pour les articles homonymes, voir Krzeszów.
Krzeszów [ˈkʂɛʂuf] (en ukrainien: Крешів, Kreshiv) est une commune rurale de la Voïvodie des Basses-Carpates et du powiat de Nisko. Elle s'étend sur 62,4 km² et comptait 4366 habitants en 2010. Elle se situe à environ 21 kilomètres au sud-est de Nisko et à 48 kilomètres au nord-est de Rzeszów, la capitale régionale.